# Siergiej Mały
Serhij Małyj, ukr. Сергій Вікторович Малий, Serhij Wiktorowycz Małyj (ur. 5 czerwca 1990 w Ługańsku, Ukraińska SRR) – kazachski piłkarz pochodzenia ukraińskiego, grający na pozycji obrońcy.

## Kariera piłkarska

### Kariera klubowa
Wychowanek LWUFK Ługańsk, barwy którego bronił w juniorskich mistrzostwach Ukrainy (DJuFL). W 2007 rozpoczął karierę piłkarską w Komunalnyku Ługańsk. Podczas przerwy zimowej sezonu 2007/08 został wypożyczony na pół roku do Rosi Biała Cerkiew. Latem 2008 powrócił do Komunalnyka, ale z przyczyn finansowych klub rozformowano i piłkarz został piłkarzem Zorii Ługańsk. 5 grudnia 2009 debiutował w Premier-lidze. Latem 2010 został wypożyczony do Arsenału Biała Cerkiew, a latem 2012 roku klub wykupił transfer piłkarza. Na początku 2013 był na testach w Szachtiorze Karaganda. Klub zdecydował się podpisać kontrakt. Ponieważ klub wykorzystał limit na obcokrajowców w nowym sezonie, piłkarz musiał zmienić obywatelstwo na kazachskie.

## Kariera reprezentacyjna
5 marca 2014 roku zadebiutował w reprezentacji Kazachstanu podczas zremisowanego 1:1 spotkania z reprezentacją Litwy.

## Sukcesy i odznaczenia

### Sukcesy klubowe
- mistrz Drugiej Lihi: 2008
- zdobywca Pucharu Kazachstanu: 2013
- zdobywca Superpucharu Kazachstanu: 2013